# Manfred Höfler
Manfred Höfler (* 21. Oktober 1937 in Mannheim; † 19. Januar 1995) war ein deutscher Romanist, Sprachwissenschaftler und Lexikograf.

## Leben und Karriere
Höfler studierte in Heidelberg und Montpellier Französisch, Englisch und Latein. Er promovierte 1965 und habilitierte sich 1969 in Romanischer Philologie an der Universität Heidelberg bei seinem Lehrer Kurt Baldinger. Von 1969 bis zu seinem Tod hatte er einen Lehrstuhl für Romanistik an der Universität Düsseldorf inne. 1975–1976 war er Dekan der Philosophischen Fakultät. Seine zahlreichen Publikationen betreffen die Historische Linguistik, die Lexikologie und die Lexikografie vornehmlich des Französischen. Höfler war ein hervorragender Kenner der Wörterbuchgeschichte, zu deren Erforschung er in Düsseldorf das Archiv für romanische Lexikographie aufbaute.

## Werke in Auswahl
- Untersuchungen zur Tuch- und Stoffbenennung in der französischen Urkundensprache, Tübingen 1967
- Zur Integration der neulateinischen Kompositionsweise im Französischen, Tübingen 1972
- Dictionnaire des anglicismes, Paris 1982
- Dictionnaire de l’art culinaire français, Aix-en-Provence 1996